# 寿逾百胡同
39°54′17″N 116°21′37″E / 39.9046662°N 116.3603316°E
寿逾百胡同，是位于北京市西城区中部的一条胡同。

## 简介
寿逾百胡同为东西走向，过去东端北折到前百户胡同，西到笔管胡同，全长190米，平均宽4米。因为该胡同十分短小，所以清朝称“狗尾巴胡同”或者“狗尾胡同”。1911年之后，谐音改称“寿逾百胡同”。2000年代，寿逾百胡同东段拆除，原址兴建长安兴融中心。寿逾百胡同西段被保留下来，仍通往笔管胡同。